# Méthode du point col
Pour les articles homonymes, voir SPA.
En mathématiques, la méthode du point col (aussi appelée méthode du col, méthode de la plus grande pente ou méthode de la descente rapide ; en anglais, saddle point approximation ou SPA) permet d'évaluer le comportement asymptotique d'une intégrale complexe du type :
{\displaystyle I(\lambda )=\int _{\mathcal {C}}f(z)\mathrm {e} ^{\lambda g(z)}\,\mathrm {d} z\,}
lorsque {\displaystyle \lambda \rightarrow +\infty }. Les fonctions f et g sont analytiques et {\displaystyle {\mathcal {C}}} est un chemin d'intégration du plan complexe.
Bien que reposant sur des concepts différents, la méthode du point col est généralement considérée comme l'extension de la méthode de la phase stationnaire aux intégrales complexes. Cette méthode est notamment utilisée en combinatoire analytique et en mécanique statistique.

## Idée générale
L'idée générale de la méthode consiste à déformer le chemin d'intégration grâce au théorème de Cauchy afin d'utiliser un chemin particulier γ, le chemin de descente rapide, sur lequel la partie imaginaire (c’est-à-dire la partie oscillante de l'exponentielle) de la fonction g est constante.
{\displaystyle I(\lambda )=\int _{\mathcal {C}}f(z)\mathrm {e} ^{\lambda g(z)}\,\mathrm {d} z=\int _{\mathcal {\gamma }}f(z)\mathrm {e} ^{\lambda u(z)}\mathrm {e} ^{\mathrm {i} \lambda v(z)}\,\mathrm {d} z}
L'intégrale peut alors s'évaluer grâce à la méthode de Laplace. En notant zs le point col de la fonction {\displaystyle g}, c’est-à-dire le point pour lequel {\textstyle {\frac {\partial g}{\partial z}}(z_{s})=0}, on a :

## Un exemple classique: la formule de Stirling
Il s'agit d'étudier le comportement asymptotique de la suite des factorielles {\displaystyle (n!)_{n\in \mathbb {N} }}. On utilise les valeurs particulières de la fonction Gamma d'Euler :
{\displaystyle n!=\int _{0}^{\infty }x^{n}{\rm {e}}^{-x}{\rm {d}}x}.
L'intégrande s'écrit exp(n ln x – x) ; il y a donc un point-col en x = n.
La valeur en x = n de la dérivée seconde du terme dans l'exponentielle est –1/n.
Le changement de variables {\displaystyle x=n+y{\sqrt {n}}} conduit à étudier l'intégrale
{\displaystyle n!=\left({\frac {n}{\rm {e}}}\right)^{n}{\sqrt {n}}\int _{-{\sqrt {n}}}^{\infty }\left(1+{\frac {y}{\sqrt {n}}}\right)^{n}{\rm {e}}^{-y{\sqrt {n}}}{\rm {d}}y}.
et on peut montrer par convergence dominée que l'intégrale du membre de droite converge vers l'intégrale de Gauss
{\displaystyle \int _{-\infty }^{\infty }{\rm {e}}^{-y^{2}/2}{\rm {d}}y={\sqrt {2\pi }}}.
On obtient donc la formule de Stirling {\displaystyle n!\sim (n/{\rm {e}})^{n}{\sqrt {2\pi n}}}.

## Applications

### Mécanique statistique
En mécanique statistique, on passe très souvent de l'équilibre « microcanonique » à l'équilibre « canonique ». Le passage est, dans la limite thermodynamique des grands nombres de particules N, effectué par la méthode du col, de manière tout à fait similaire à celle de l'exemple précédent. Schrödinger a été un grand promoteur de ce genre de calculs. Il a étendu la méthode à tous les calculs de transformées de Legendre, en particulier pour introduire le potentiel chimique.